# Trichodactylus quinquedentatus
Trichodactylus quinquedentatus is een krabbensoort uit de familie van de Trichodactylidae. De wetenschappelijke naam van de soort is voor het eerst geldig gepubliceerd in 1893 door Rathbun.